# Château de Saint-Priest
Le château de Saint-Priest, situé à Saint-Priest dans la métropole de Lyon, en France, est une maison forte construite pour la famille Richard au XIVe siècle.
Propriété de la famille Richard, puis de la famille Guignard, le château a été rénové de nombreuses fois, affichant ainsi plusieurs styles architecturaux différents allant de l'architecture médiévale à l'architecture contemporaine. Le château est classé partiellement au titre des monuments historiques depuis le 28 décembre 1984.

## Histoire

### Les premières occupations
Le site actuel du château n'a jamais été occupé jusqu'au milieu du Moyen Âge, période à laquelle il était utilisé comme aire d'ensilage. Le lieu abritait alors des silos permettant de conserver différentes sortes de denrées, à l'abri des intempéries et des espèces animales sauvages. Ces aménagements furent abandonnés par la suite, entre le milieu du Xe siècle et le XIe siècle.
C'est à cette période que le site, alors propriété de l'abbaye d'Ainay, fut utilisé comme cimetière paroissial, regroupant plus de soixante-dix sépultures. L'édification d'une église en pierre par les moines de l'abbaye suivit peu de temps après. Alors que l'édifice religieux et ses annexes étaient en fonction jusqu'au XIVe siècle, l'ensemble funéraire a, quant à lui continué de se développer inégalement jusqu'au XVe siècle.

### La famille Richard
Le 23 juin 1325, le comte Édouard de Savoie cède ses droits seigneuriaux sur Saint-Priest à Guy Richard, issu d'une famille noble de Saint-Symphorien d'Ozon. Après sa mort, son fils Humbert Richard prête l'hommage féodal à son suzerain l'abbé d'Ainay en 1336 pour « la maison forte de Saint-Priest en Velin avec sa place près de l'église et du cimetière ». À cette époque, le château n'est qu'une modeste maison forte occupant uniquement l'actuelle aile ouest,. 

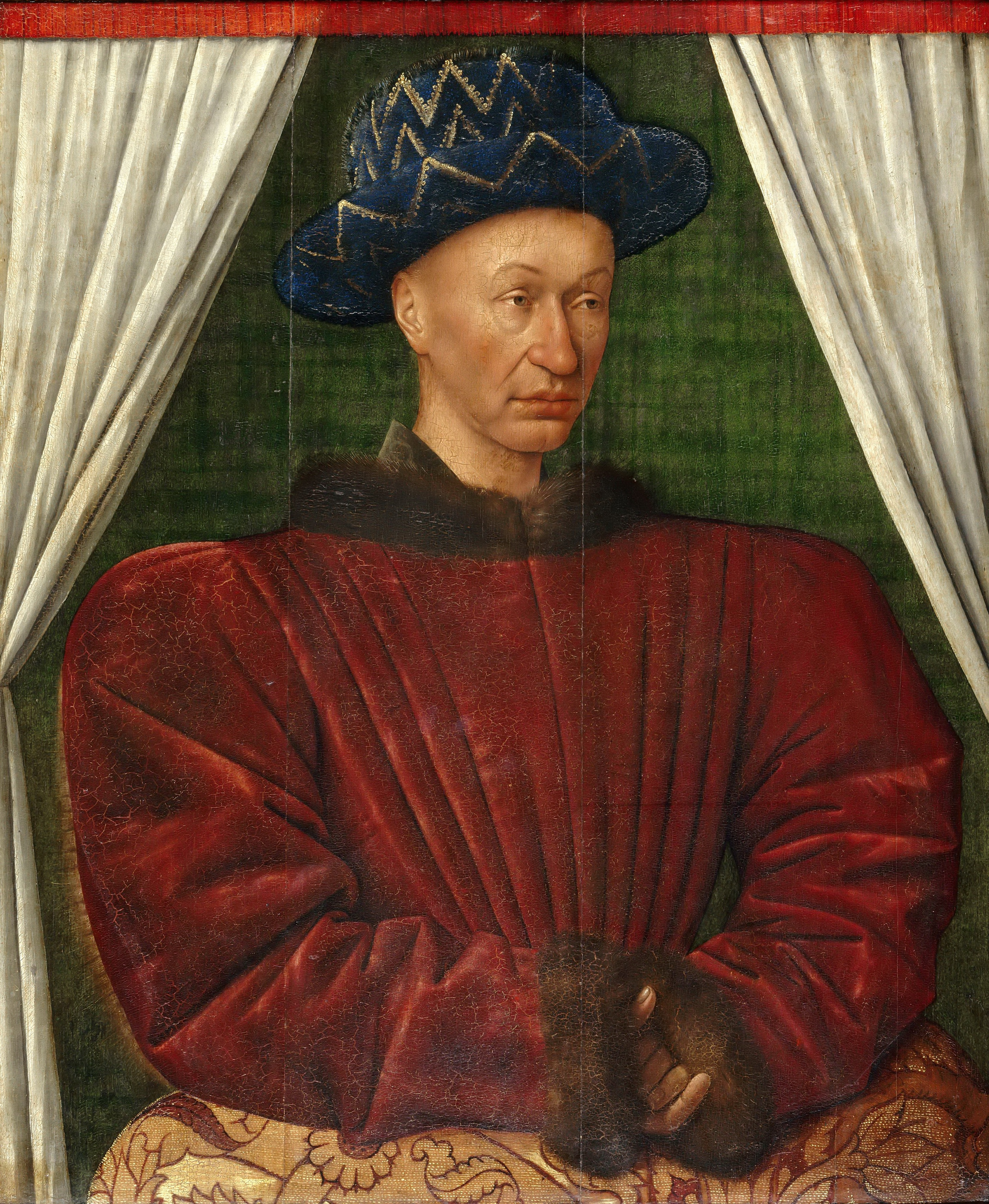
Le roi de France, Charles VII (roi de France), a séjourné au château de Saint-Priest de 1455 à 1457.

En 1438, la résidence seigneuriale est agrandie voire peut-être même reconstruite avec l'édification d'une tour de 8,30 mètres de hauteur s'élevant sur quatre niveaux à l'angle nord-ouest du bâtiment par Gillet Richard. 
C'est en 1450, au temps de Louis Richard, filleul de Louis XI, qu'est bâtie l'aile nord du bâtiment. Cette aile appelée aussi « bâtiment médiéval » comporte un sous-sol et trois niveaux de 162 m2 chacun. Alors que le caveau et le rez-de-chaussée étaient destinés à la cuisine et au stockage des denrées, le premier étage était destiné à la réception et le second à la vie privée. C'est à cette même période qu'a été bâti le grand escalier, qui occupe le bâtiment médiéval sur toute sa hauteur. 
Au XVe siècle, furent également construits le donjon médiéval, à l'extrémité sud-ouest du bâtiment, et l'aile sud, .édifiée sur l'ancien fossé qui entourait alors la résidence du seigneur de Saint-Priest.
En décembre 1455, deux ans après la fin de la Guerre de Cent Ans, alors que le Dauphiné, contrôlé par l'héritier du trône de France, Louis XI, parrain de Louis Richard, est en froid avec le roi Charles VII, celui-ci se rend au château de Saint-Priest afin de rencontrer son fils et de soumettre les Dauphinois à son ordre. Le différend est réglé le 10 avril 1457, trois mois avant le départ du roi, en juillet, dans la grande salle du bâtiment médiéval, rebaptisée salon Charles VII.
En 1645, la famille Richard vend la seigneurie et le château de Saint-Priest pour 94 000 livres à Jacques Guignard, riche notable lyonnais.

### La famille Guignard

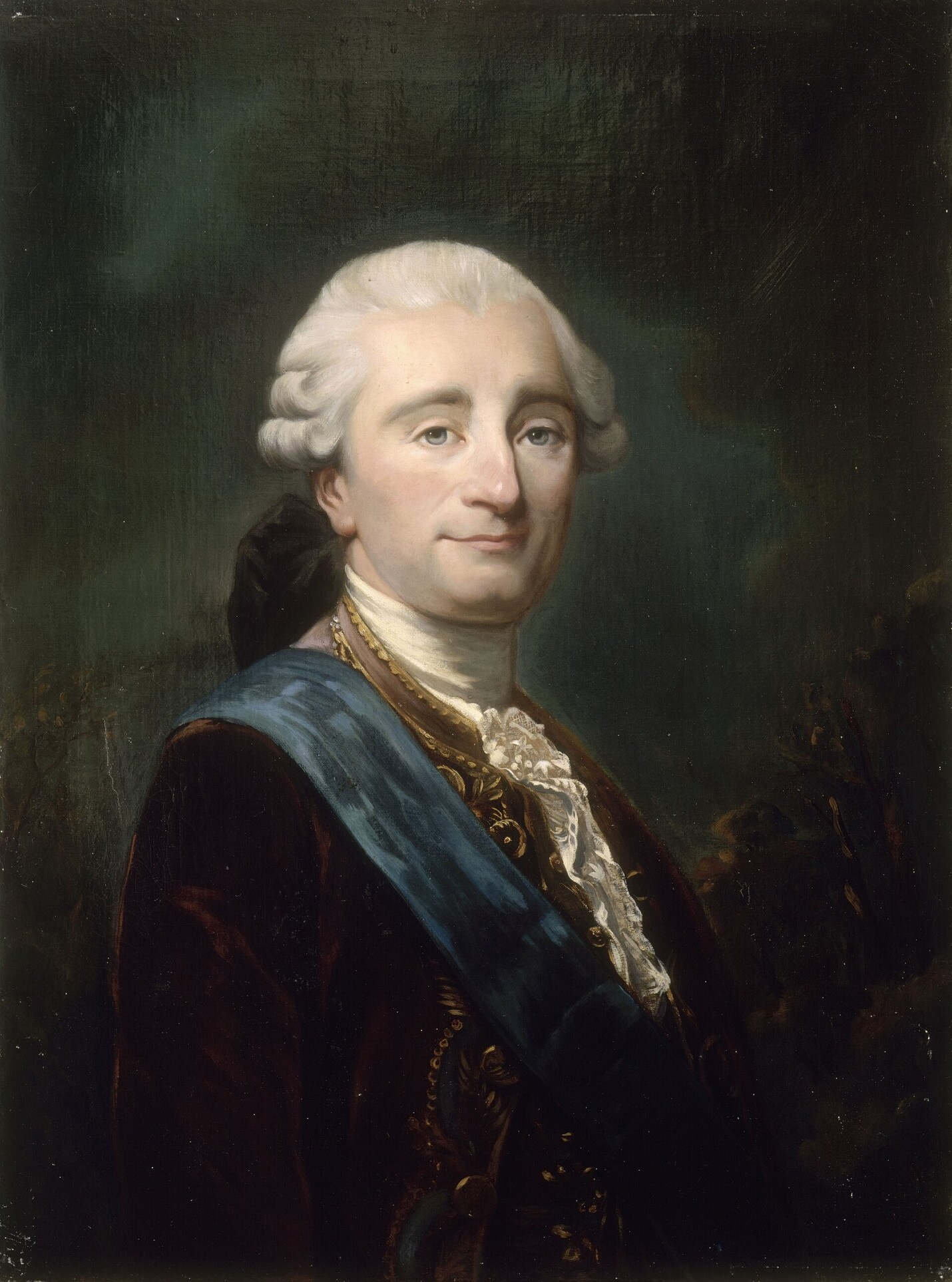
François-Emmanuel Guignard, comte de Saint-Priest. Il a fait rénover le château à partir de 1815.

La seigneurie de Saint-Priest est acquise en 1645 par Jacques Guignard, chevalier, seigneur de Bellevue, président au Parlement de Metz, puis conseiller du roi et président en la cour des aides du Dauphiné, bourgeois et prévôt des marchands de Lyon (1654-1658).
Elle est érigée en vicomté par Lettres patentes du  roi Louis XIV, prises en sa faveur en 1653. Vers 1660, il réaménage tout l'intérieur du bâtiment et rénove le grand escalier à balustres du bâtiment médiéval.
Un jardin à la française est aménagé à partir du XVIIe siècle sur 2,5 hectares de terrain. Une allée bordée d’ifs et de massifs de fleurs est tracée d’est en ouest.
De nombreux travaux de réhabilitation du château ont été menés par la famille Guignard, améliorant le confort du lieu. En 1764, sous l'impulsion de Jean-Emmanuel Guignard de Saint-Priest, la rénovation de la façade ouest dans un style Renaissance est confiée à un architecte montpelliérain du nom de Nogaret, qui meurt au château en 1767 au cours des travaux. 
Au cours de la Révolution française, le château devient propriété de la commune mais est dépouillé et détérioré au fil des mois. Il est restitué aux Guignard en 1795, mais ce n'est qu'en 1815, après 20 ans d'exil que le comte François-Emmanuel Guignard de Saint-Priest rentre en France. C'est lui qui rénovera de nouveau le château, faisant du lieu un endroit confortable et luxueux. En 1820 il crée un jardin à l'anglaise dans le parc, et après sa mort en 1821, ses fils continuent son travail et modernisent l'agencement et le mobilier du château. Les meubles sont pour la plupart recouverts de marbre et de marqueterie, et les différentes pièces équipées d'un piano moderne et de miroirs mesurant jusqu'à 2,80 mètres de hauteur. En 1828, la façade ouest est de nouveau rénovée par un architecte lyonnais, Chenavard, dans un style à la fois Renaissance, gothique et médiéval.
Afin de rembourser leurs créanciers, Armand Emmanuel Charles Guignard et son fils Alexis Guignard vendirent le château en 1838.
Ils furent les derniers seigneurs et comtes de Saint-Priest,

### Le château duXIXesiècleà nos jours
Pendant plus de 50 ans, le château passe de propriétaire en propriétaire avant son achat en 1887 par Augustin Planque, missionnaire français et dirigeant de la Société des missions africaines (SMA). Il fait du château une résidence pour ses séminaristes. Il y fait construire l'échauguette surplombant le bâtiment central en son extrémité nord-ouest, ainsi que la tourelle au-dessus du donjon en son extrémité sud-ouest.
Malgré cette dernière rénovation de la bâtisse, le château est de nouveau abandonné et délabré au début du XXe siècle avant son acquisition par la ville de Saint-Priest le 11 juin 1938, sous l'impulsion du maire socialiste Théophile Argence,. Le château est alors dans un état médiocre, l'intérieur est dépourvu de mobilier, la plupart des vitres sont brisées et la toiture surchargée de gouttières.
L'arrivée de la Seconde Guerre mondiale ne fait que retarder les travaux de réhabilitation nécessaires. Après juin 1940, le château est réquisitionné par les autorités militaires et abrite des soldats français. En 1942, les Allemands prennent possession des lieux, construisent un radar dans le parc et détruisent une plaque décorative ornant la façade ouest. Après la Libération en 1944, le château est occupé par les troupes alliées et héberge des prisonniers de guerre,.
Faute de moyens, les travaux autour du château ne reprennent qu'au cours des années 1960 avec l'aménagement d'espaces fleuris, la construction de résidences et d'une piscine. Cependant, le bâtiment, classé partiellement au titre des monuments historiques le 28 décembre 1984, continue de se délabrer jusqu'en 1991, abritant néanmoins diverses associations et services municipaux au cours de cette période. Ce n'est qu'en 1995, sous le mandat du maire socialiste Bruno Polga qu'est engagée la rénovation totale du château qui voit entre autres la construction de deux tours monumentales et d'une verrière à l'est du bâtiment jusqu'en 1998. Les travaux de construction des parties du lieu à l'architecture contemporaine ont également pu mettre au jour les fondations de l'église médiévale en pierre édifiée par les moines de l'abbaye d'Ainay, ainsi que soixante-dix sépultures et une stèle funéraire en calcaire du Bugey datant du IIe siècle ou du IIIe siècle, commémorant le décès d'un enfant baptisé Iulius Victor. La stèle était utilisée comme fondation pour l'église médiévale.
Après avoir vu ses espaces commercialisés pour diverses manifestations par le groupe GL Events de 1999 à 2016, le château est redevenu propriété de la ville de Saint-Priest le 1er janvier 2017, qui s'en sert aujourd'hui de centre culturel accueillant divers évènements locaux, manifestations et concerts. Le château sera de nouveau la cible de travaux de réhabilitation visant notamment la verrière au cours des prochaines années,,.

### Bâtiment médiéval

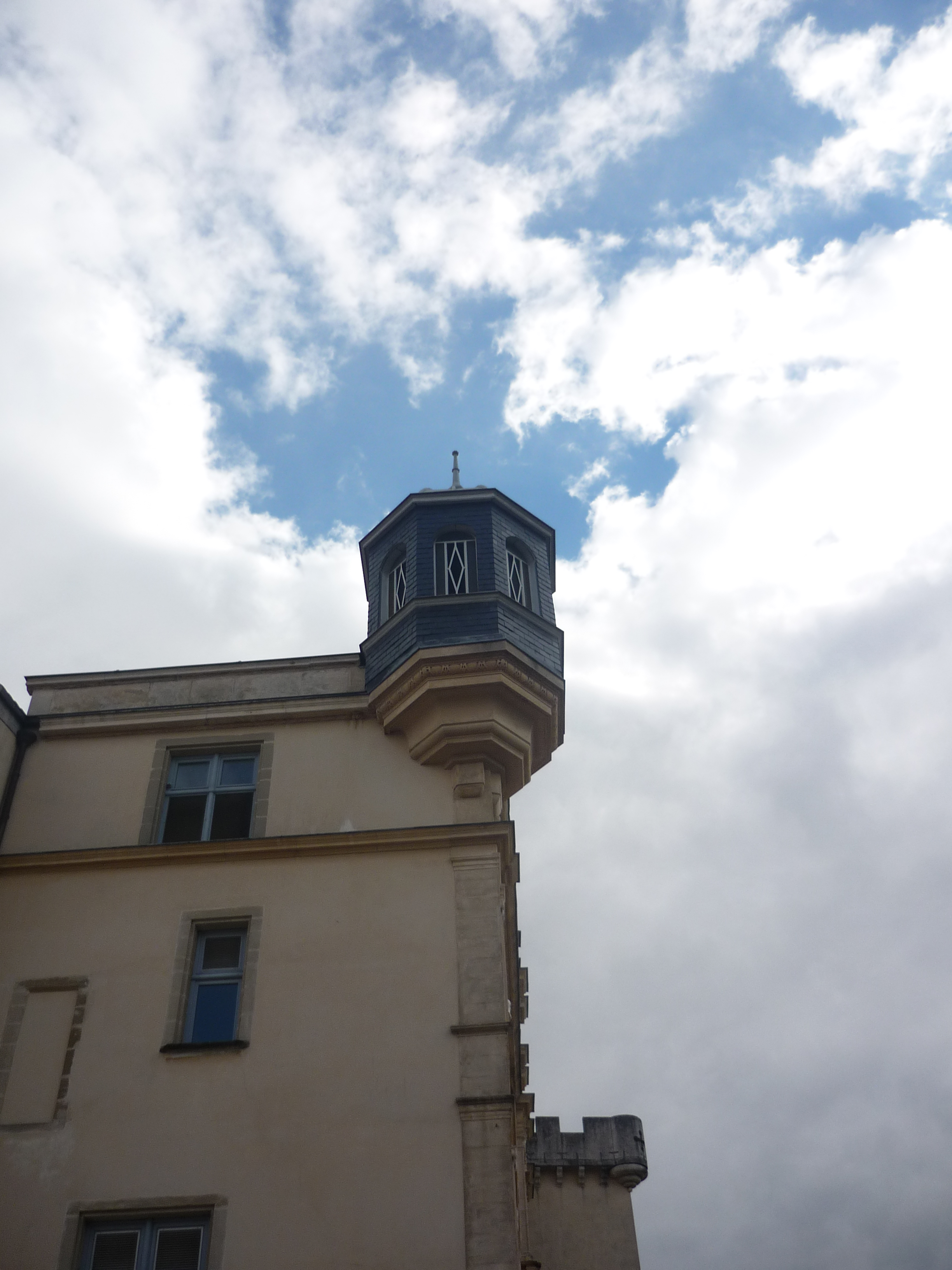
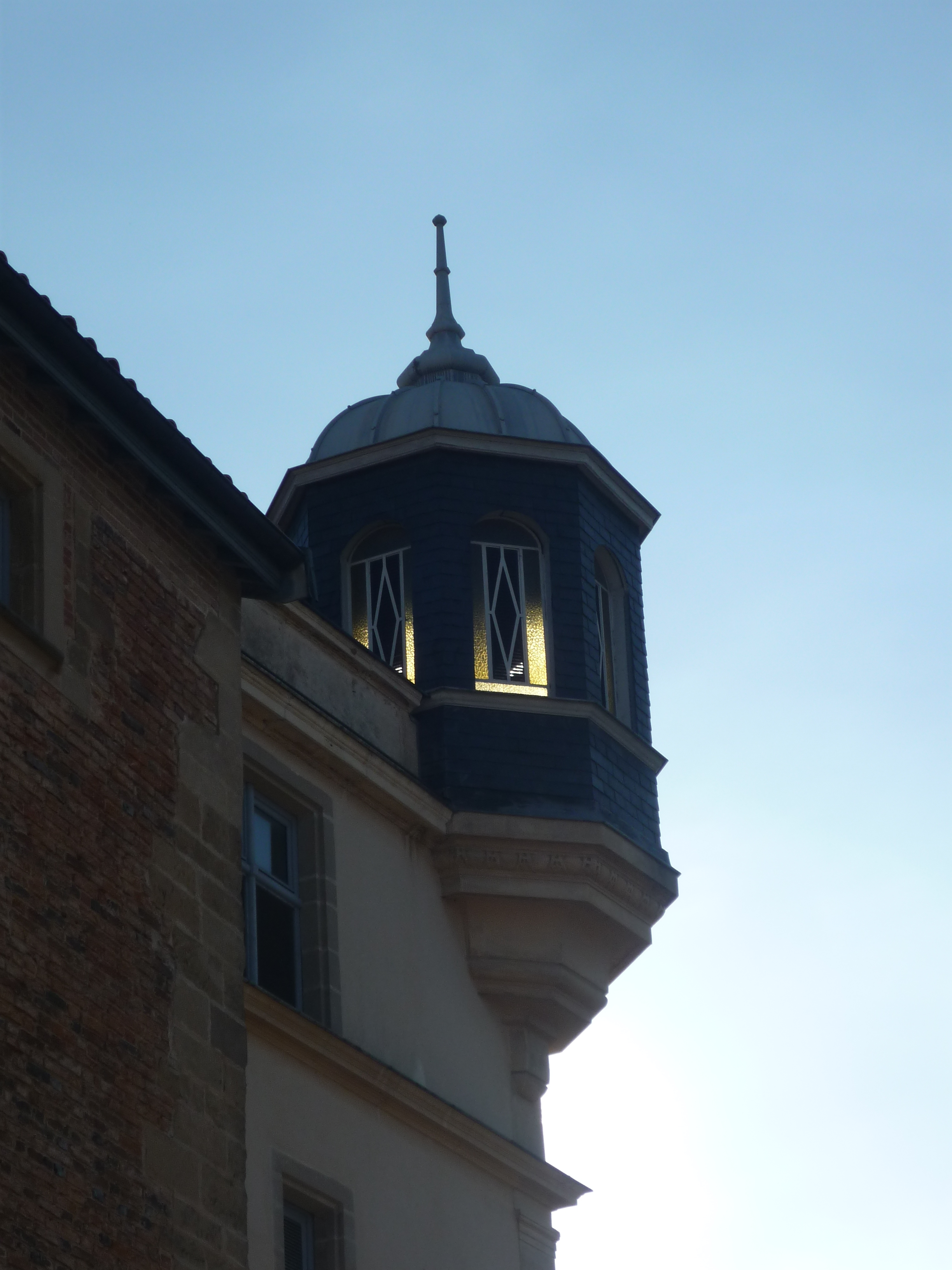
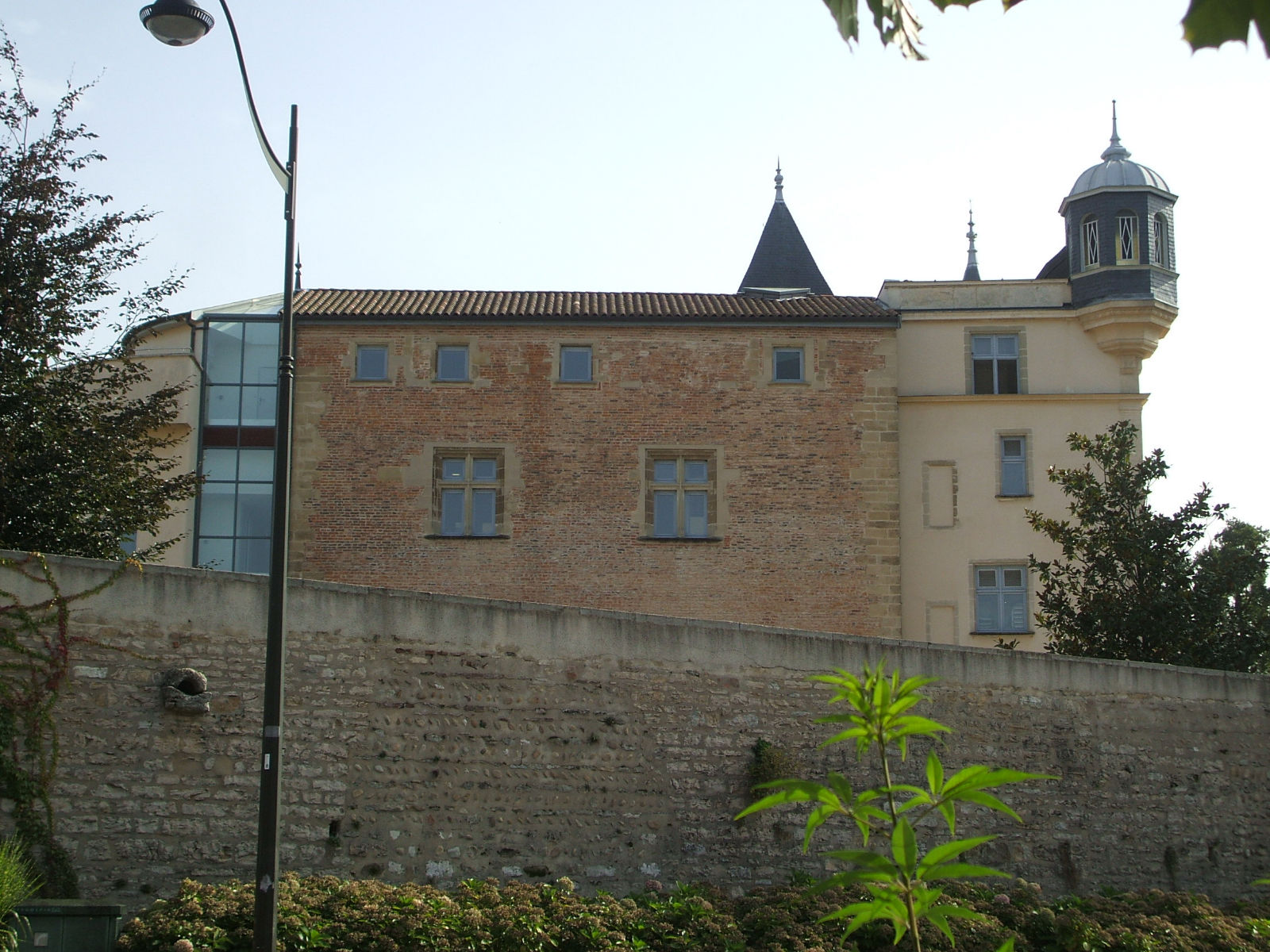
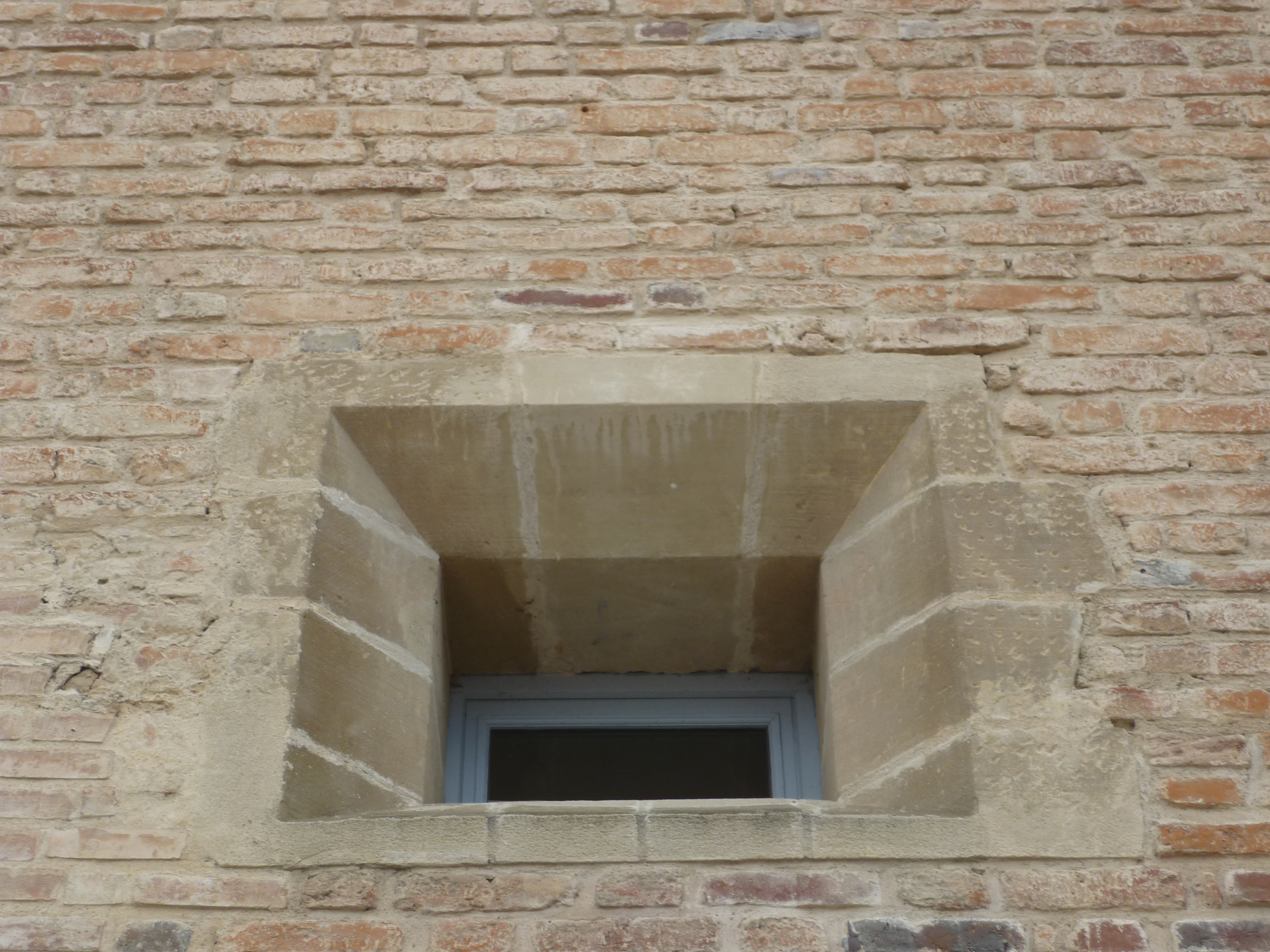
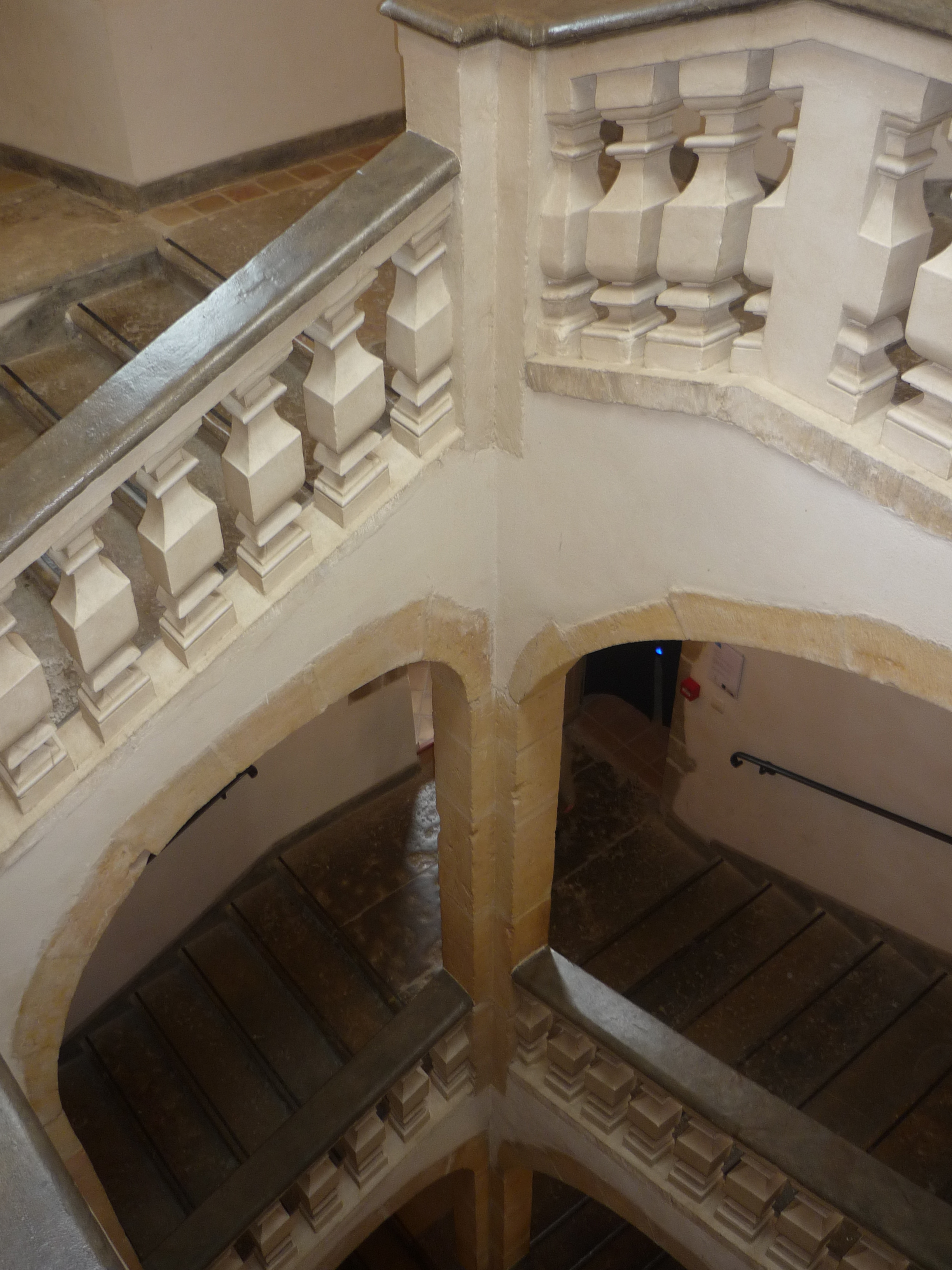

### Bâtiment central

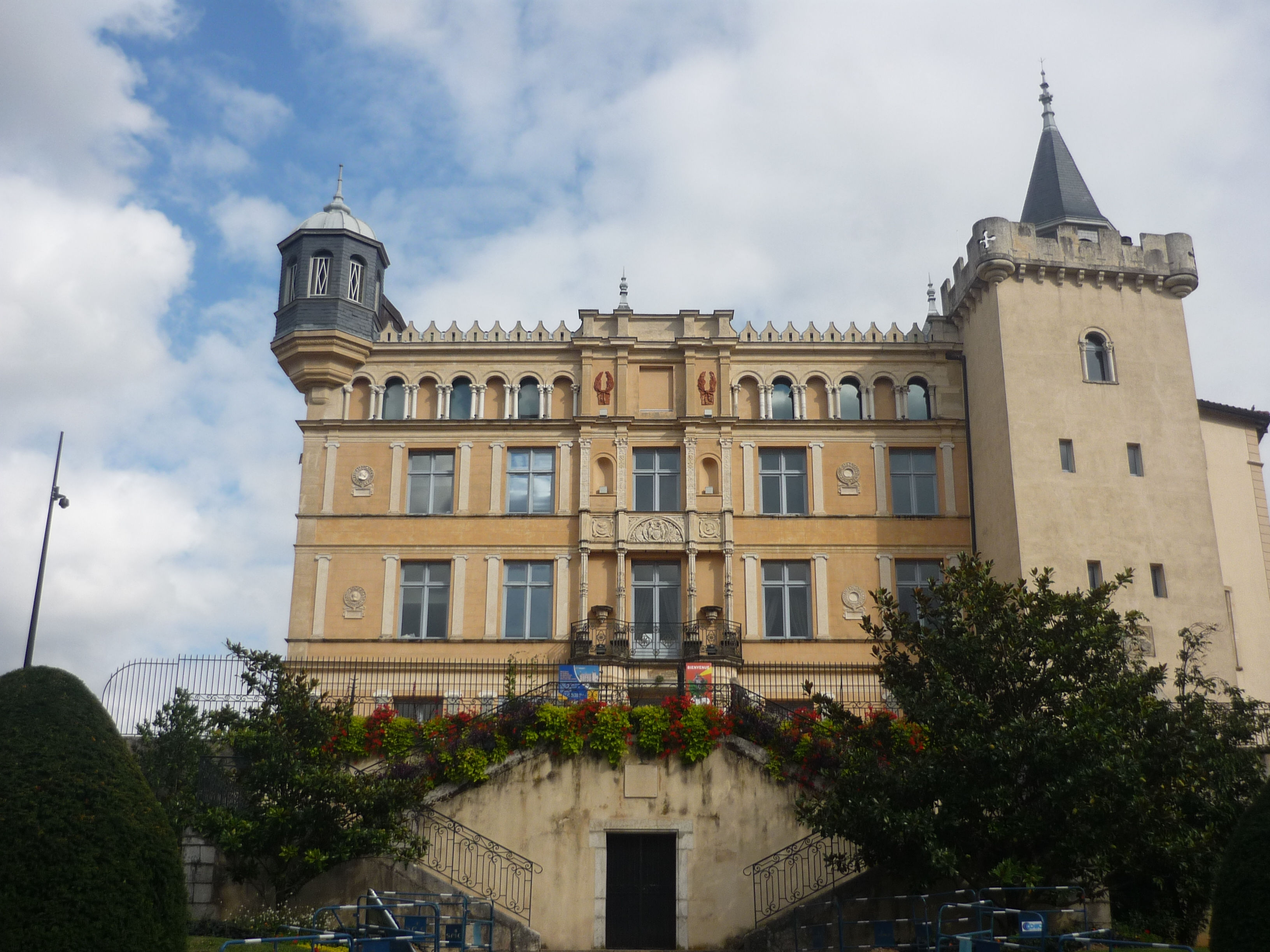
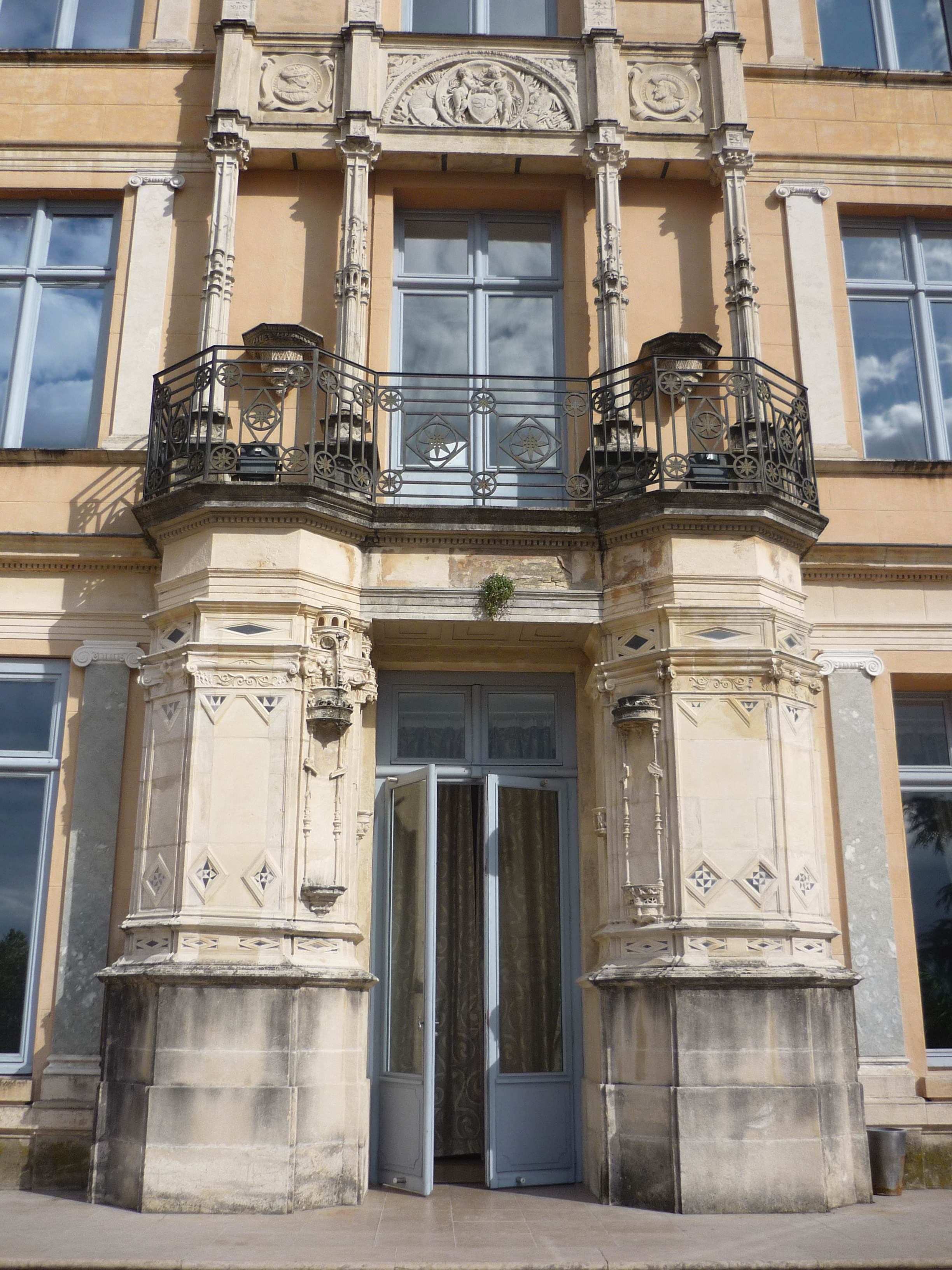
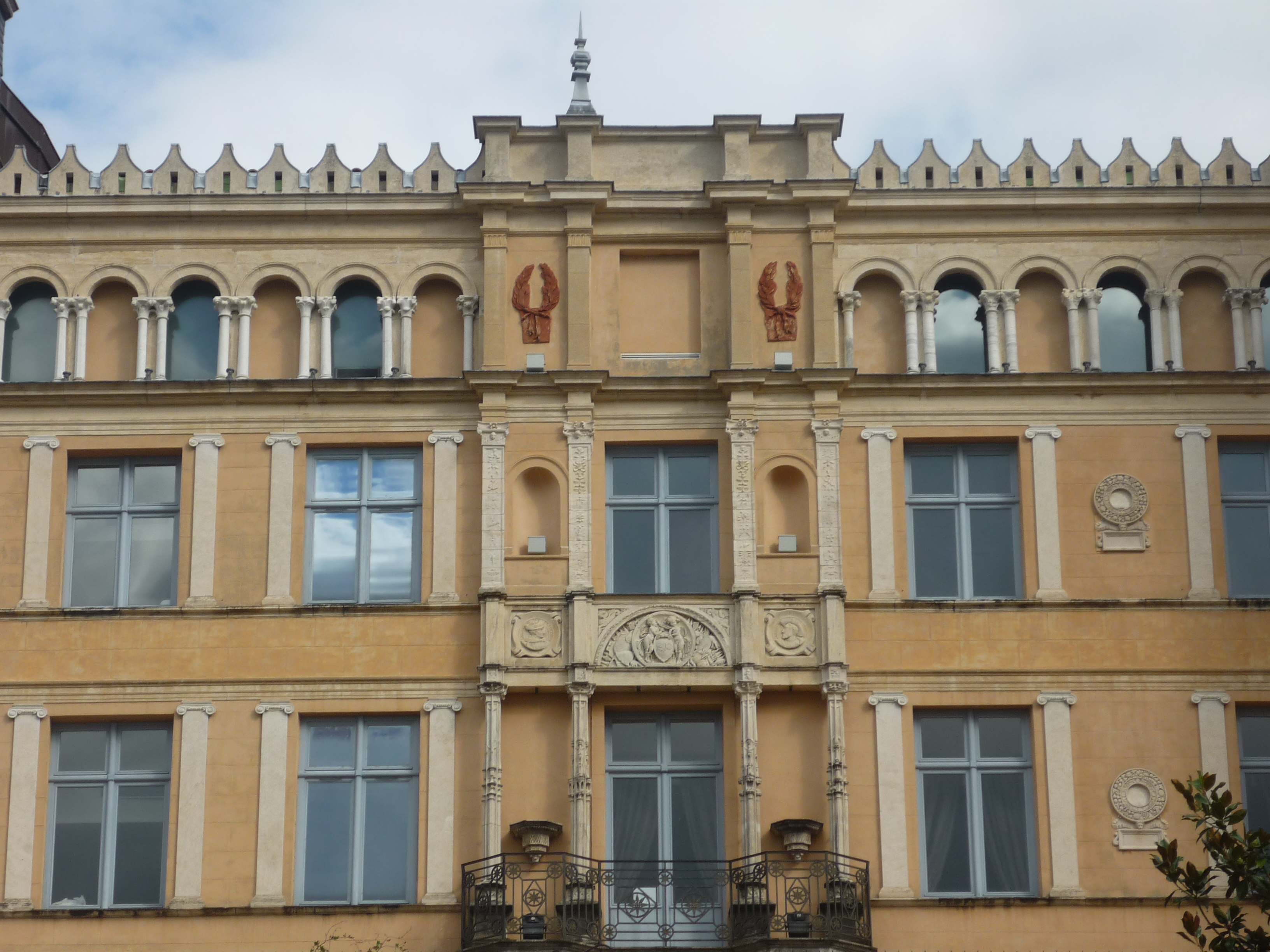
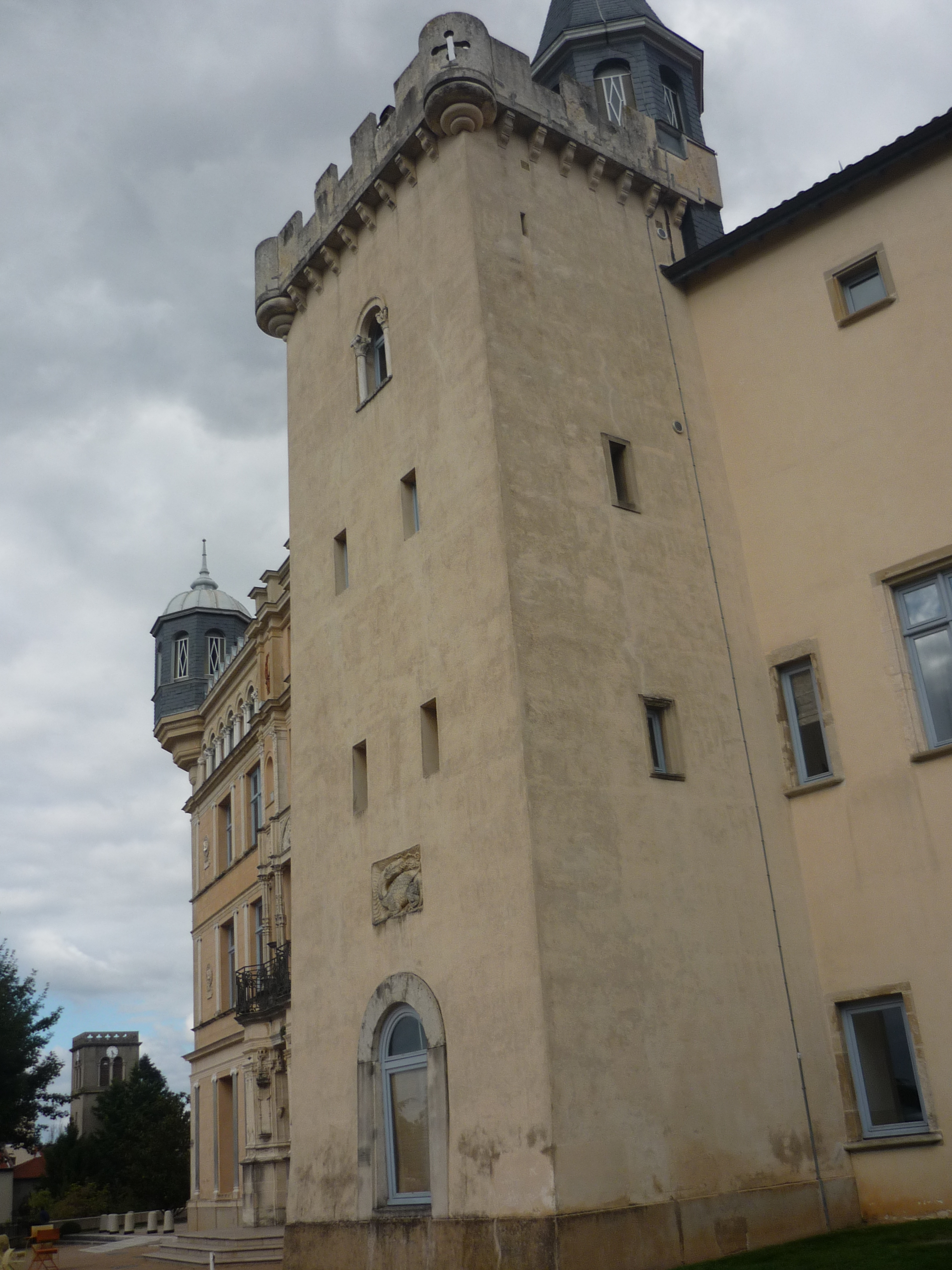
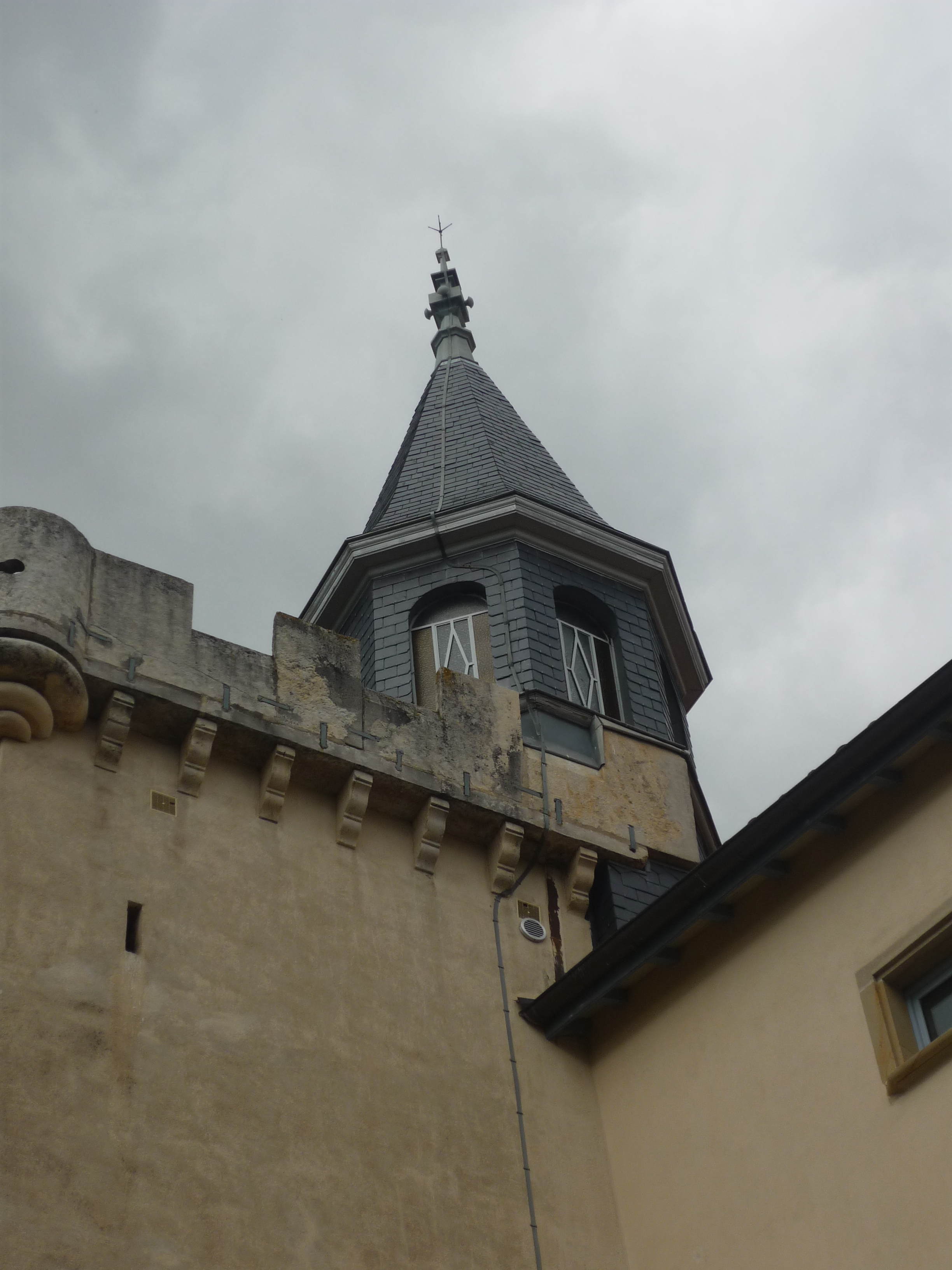
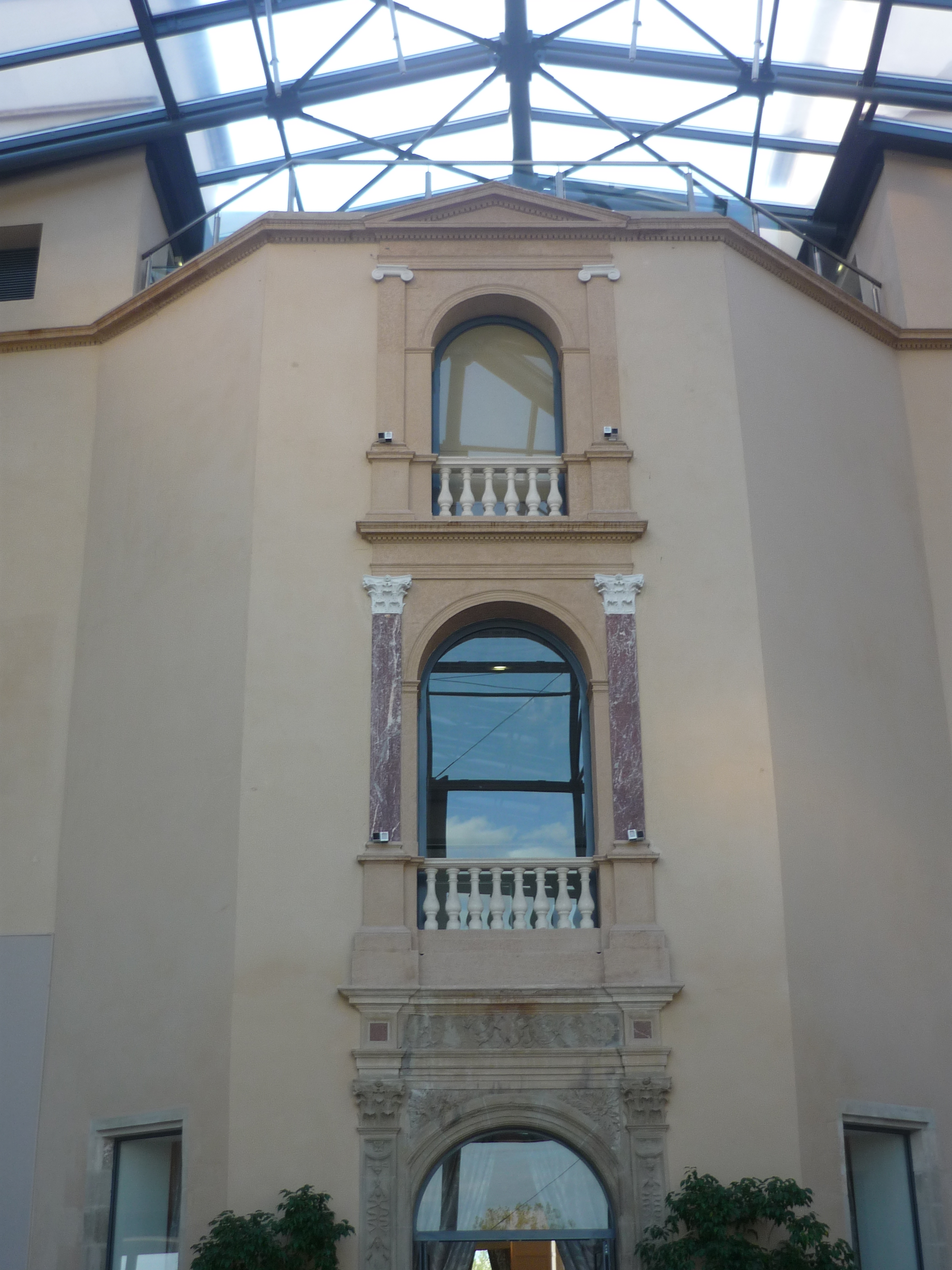
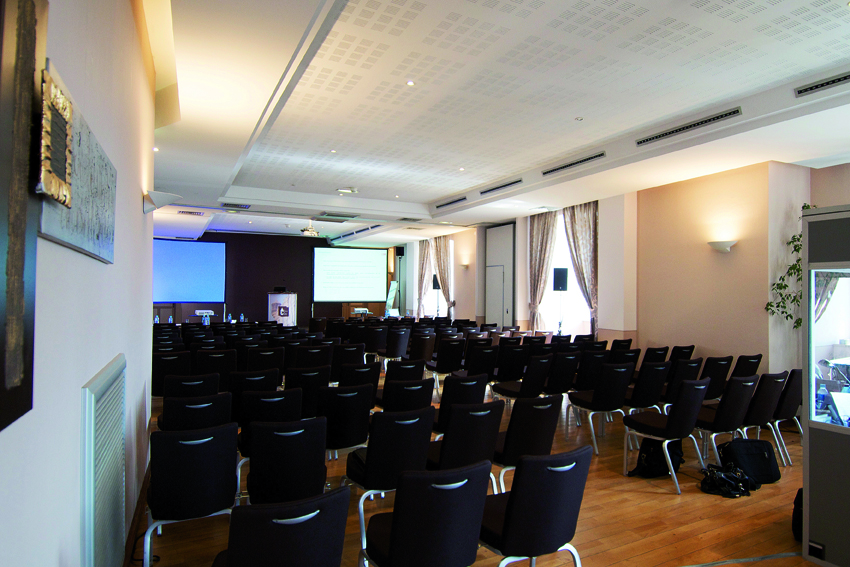

### Aile Sud

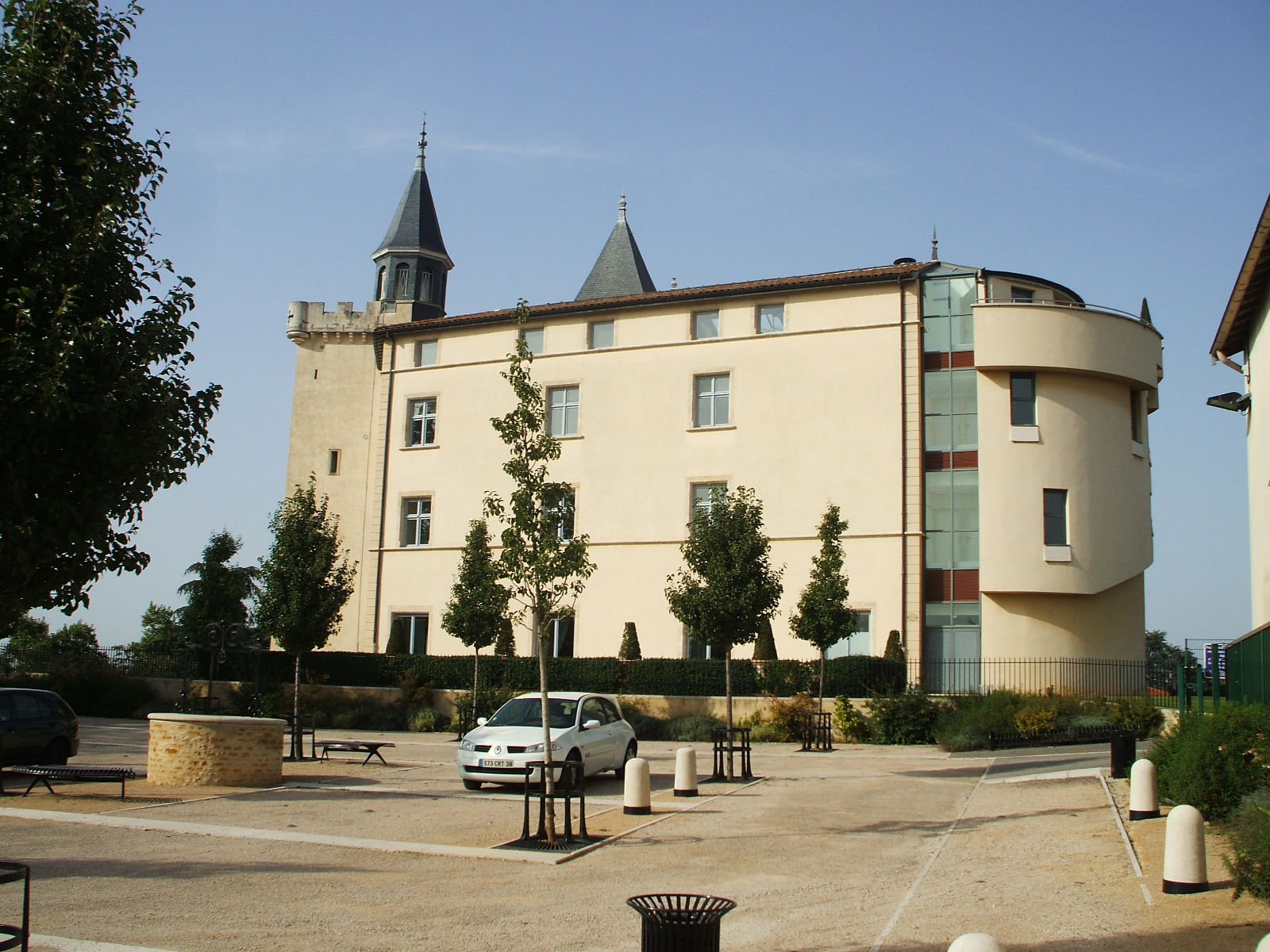
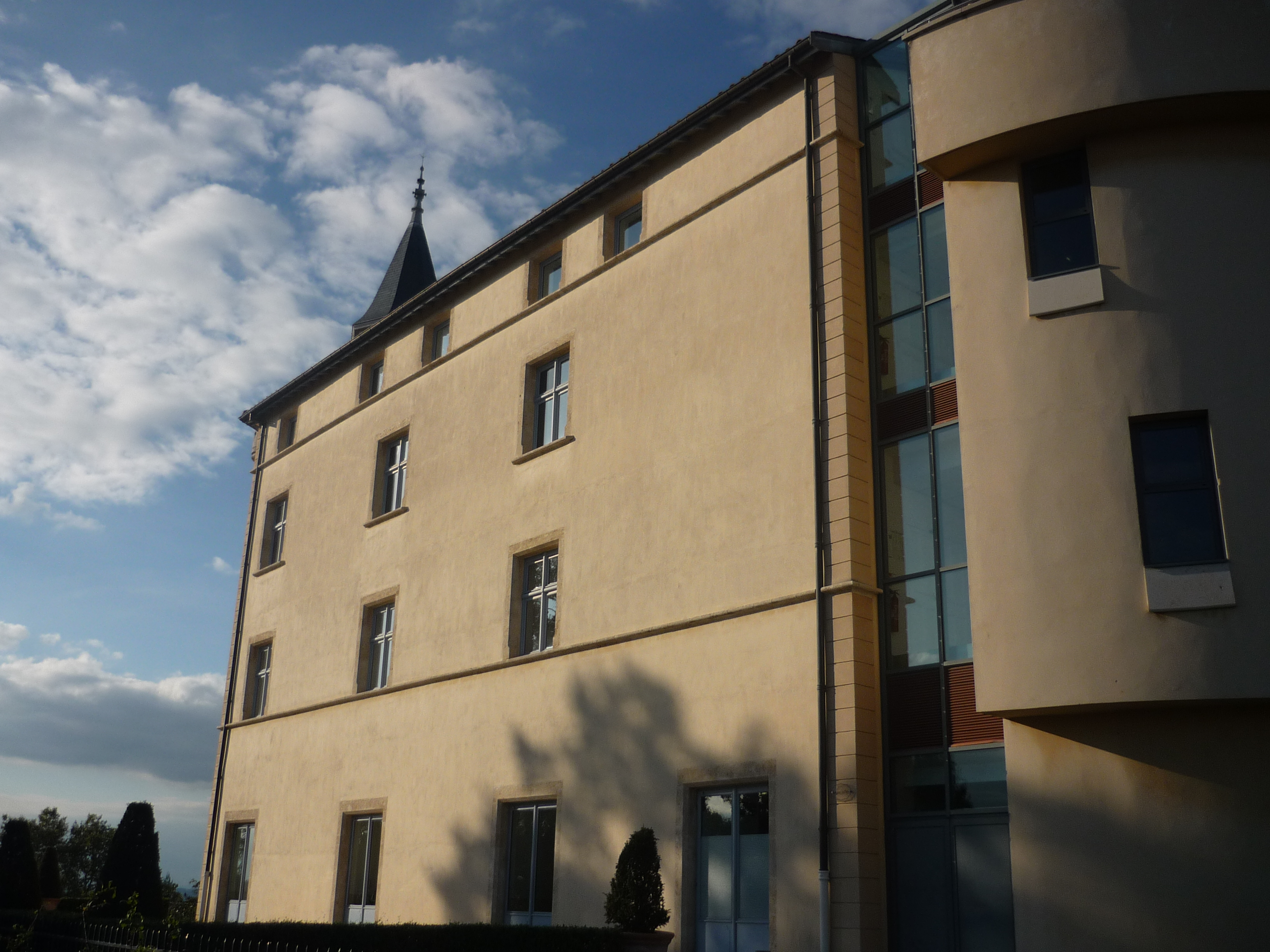

### Verrière

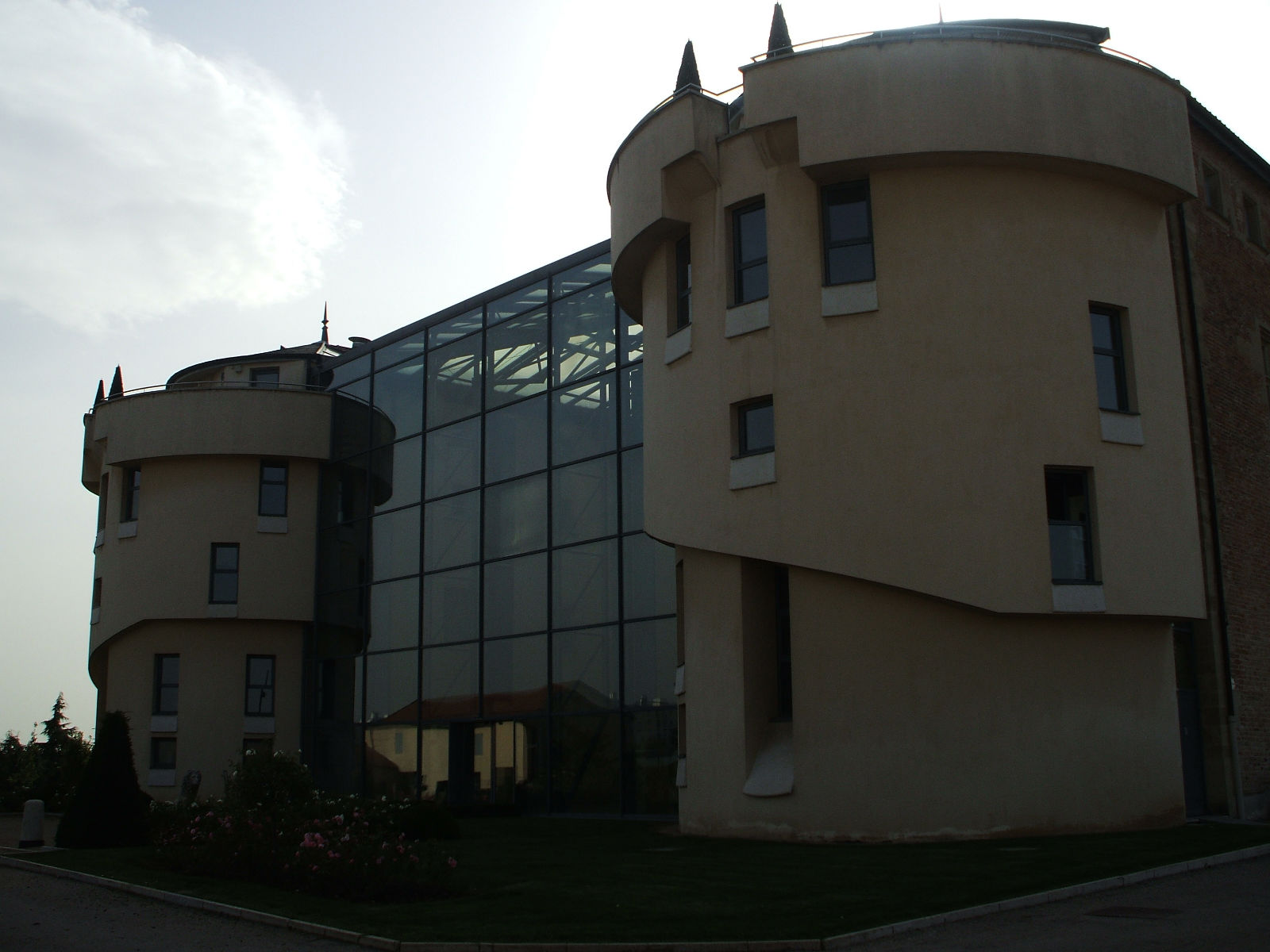
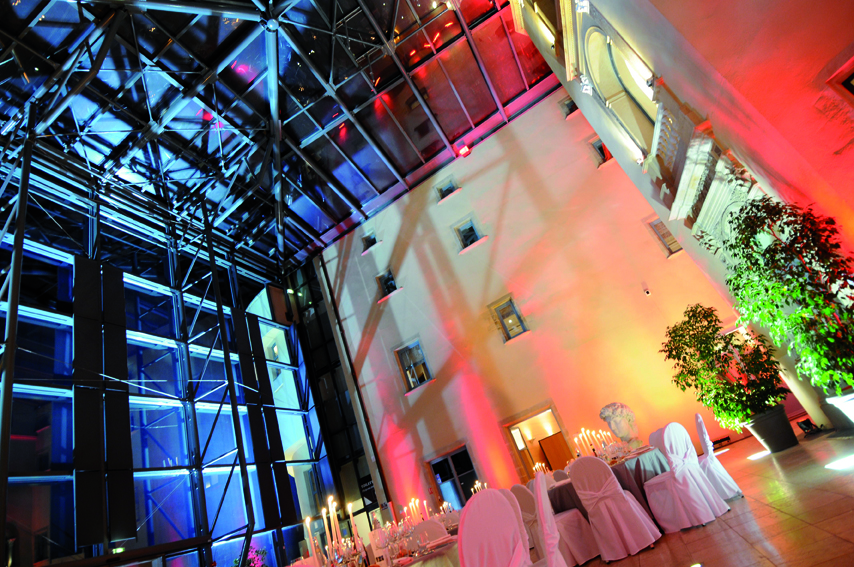
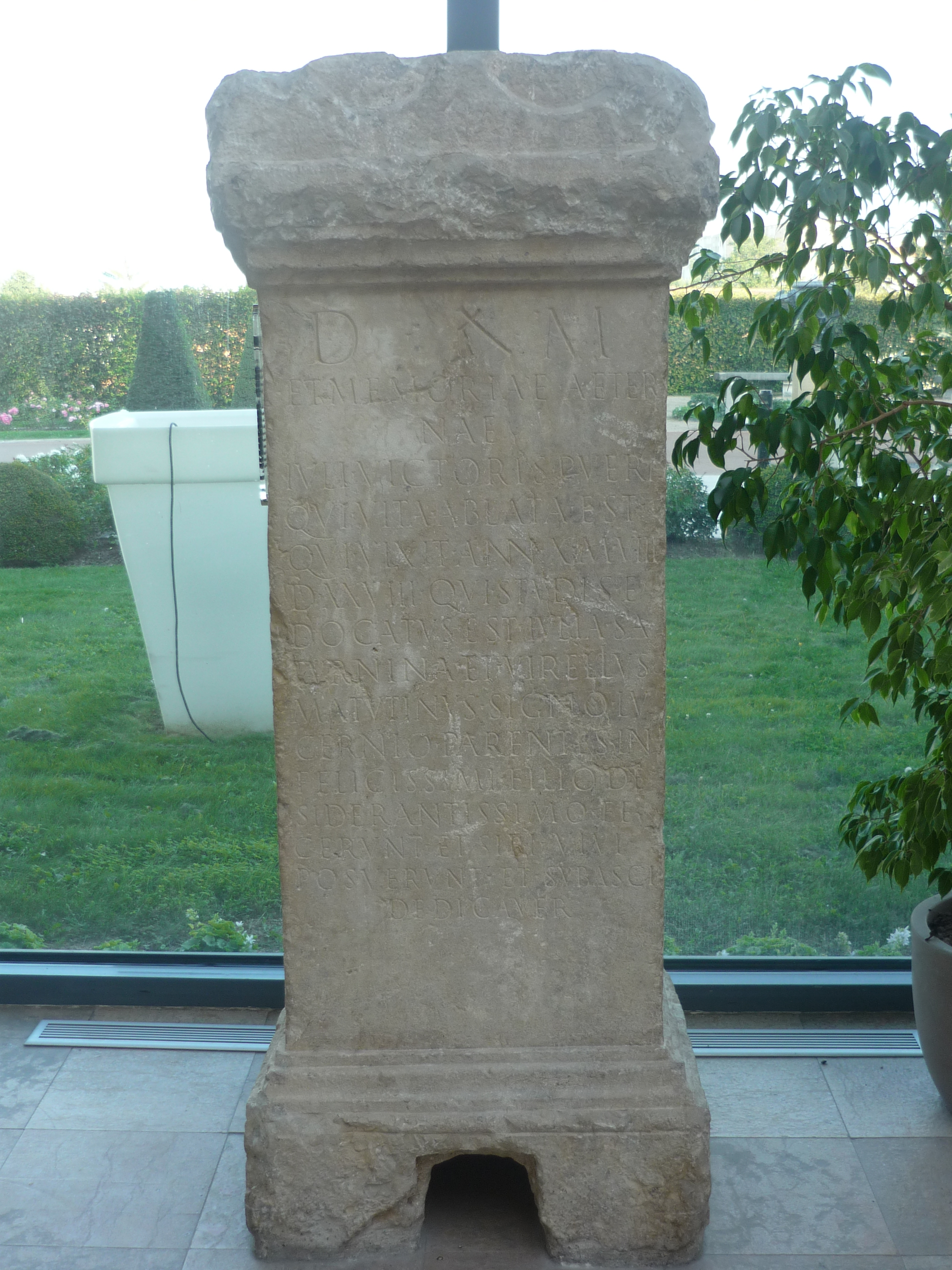

## Parc

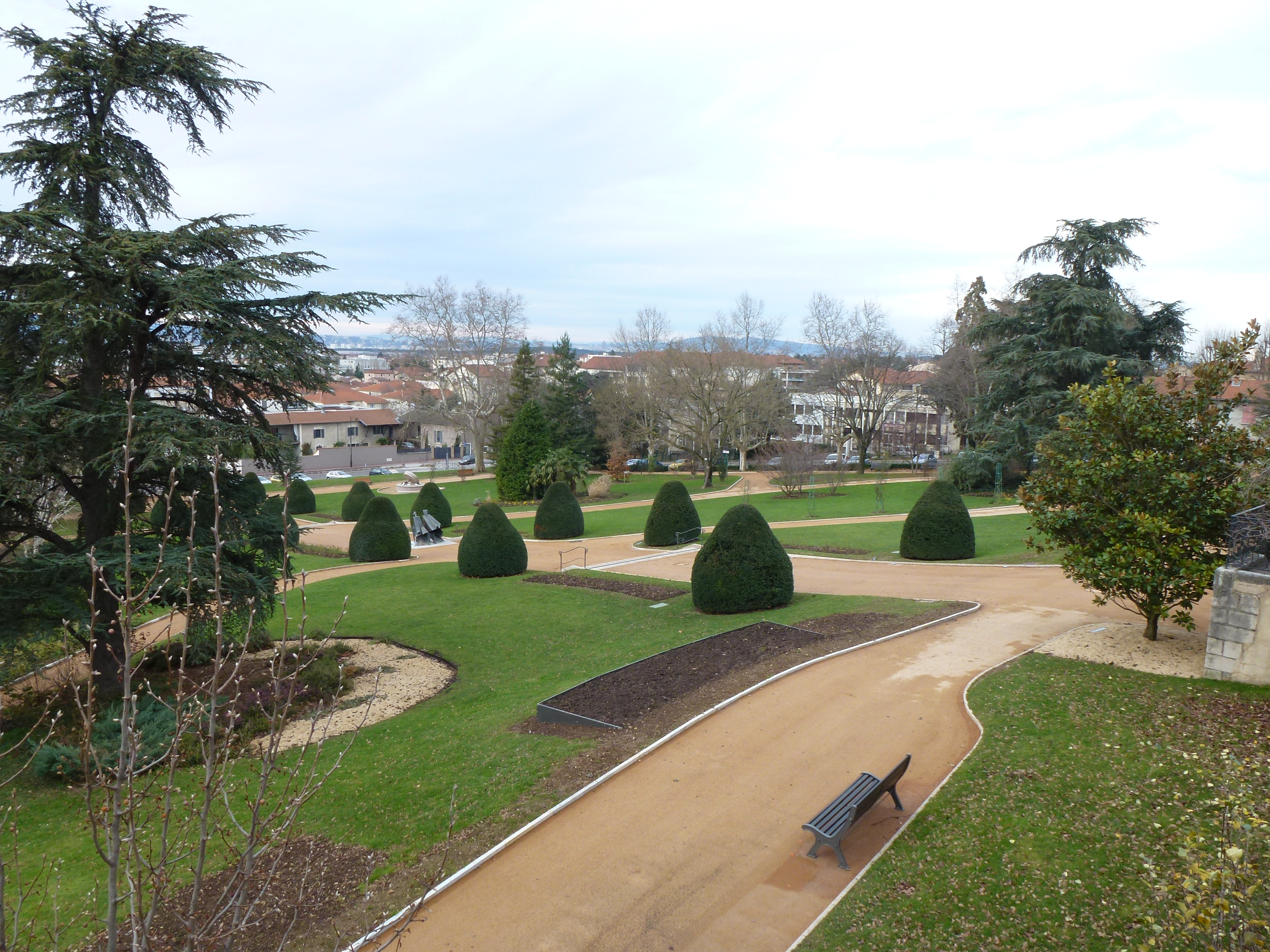
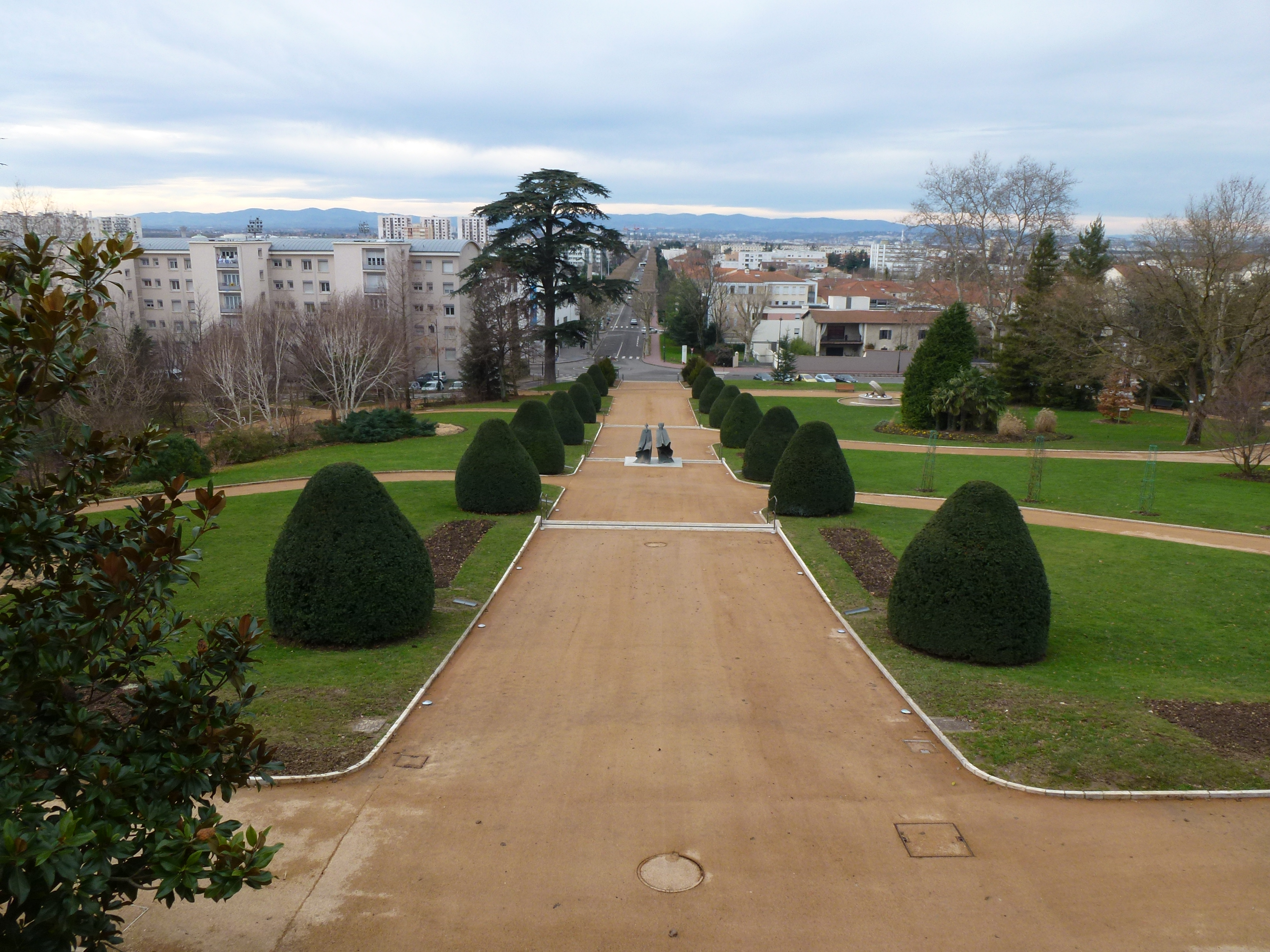
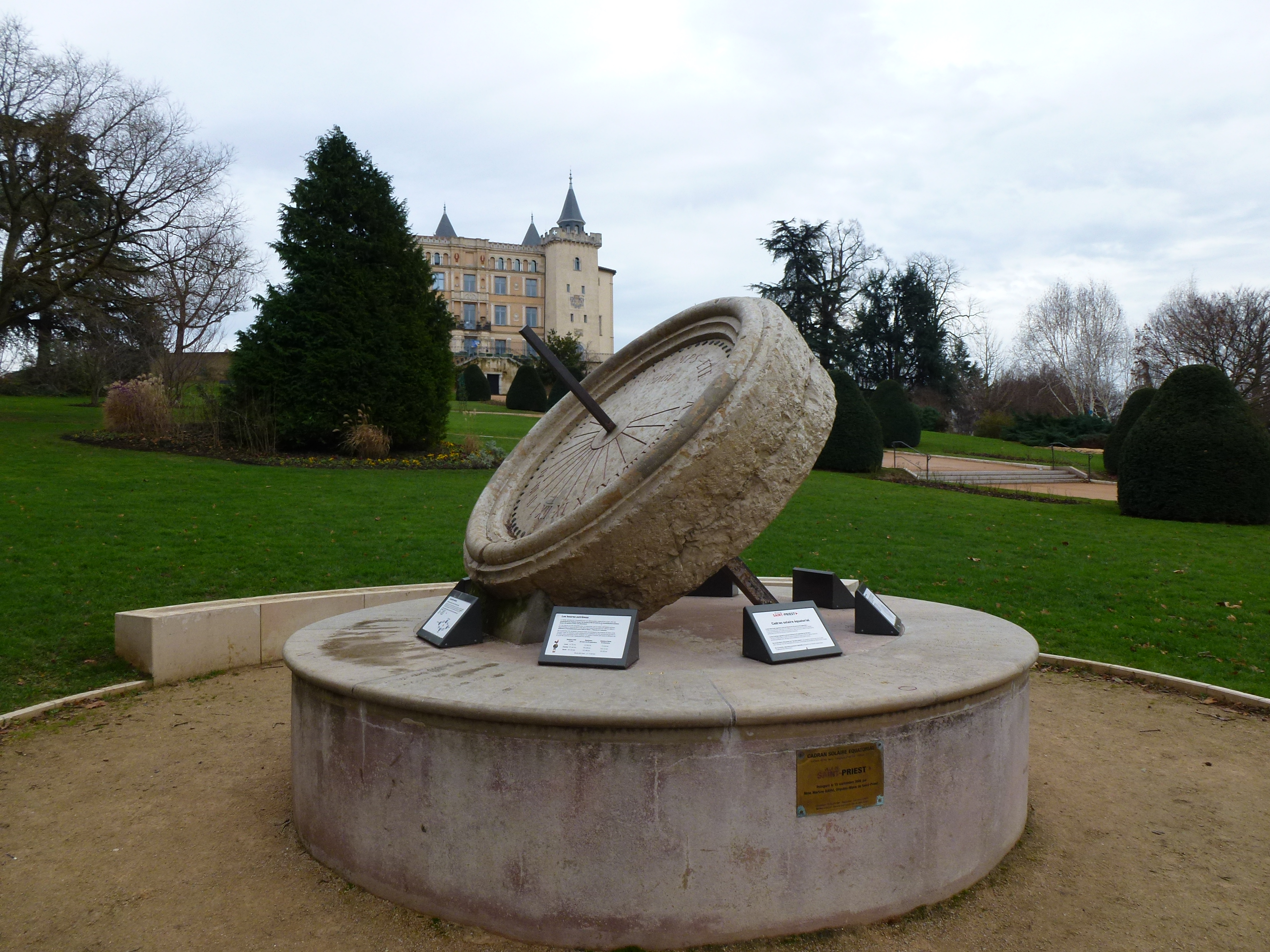
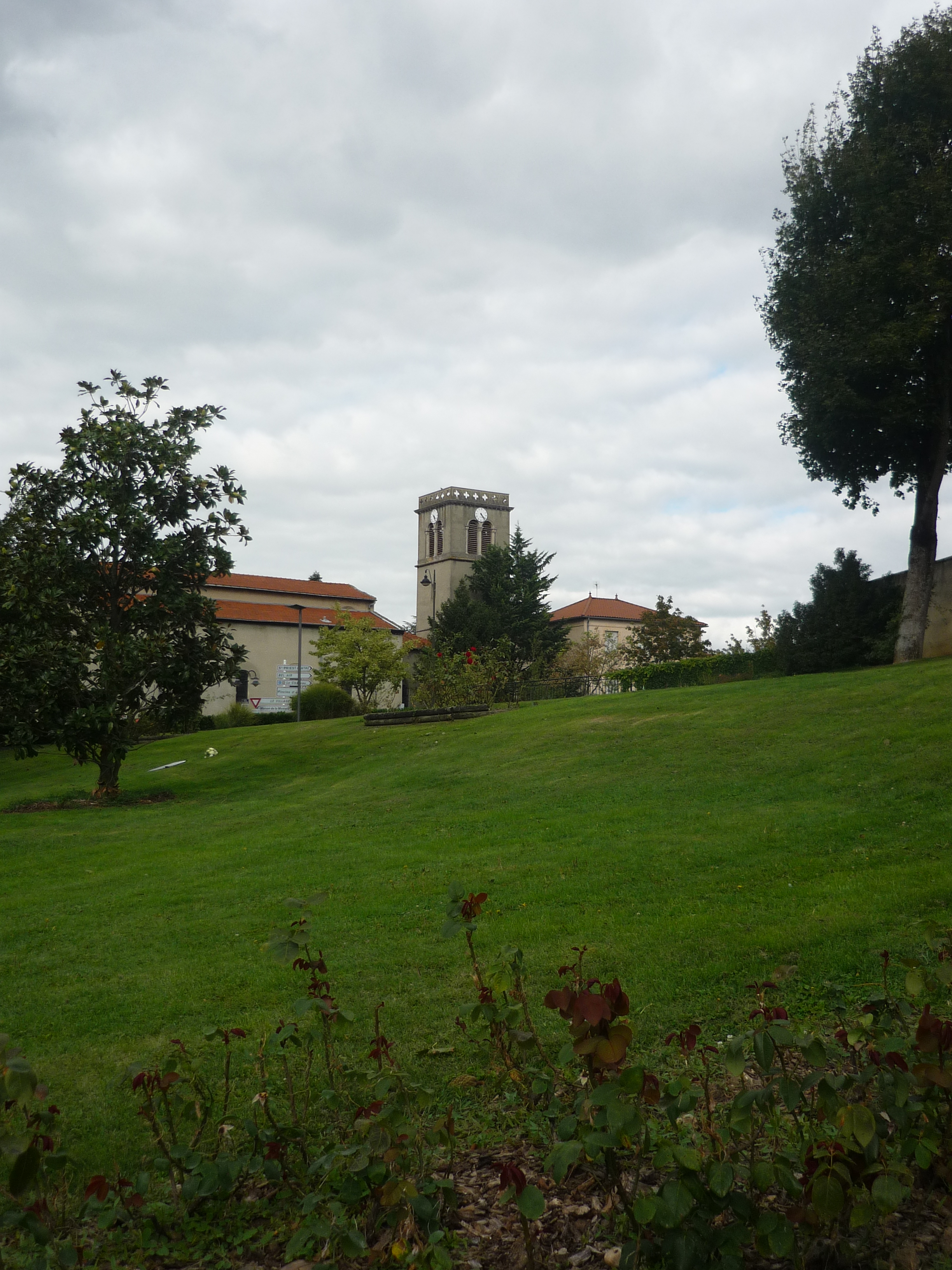
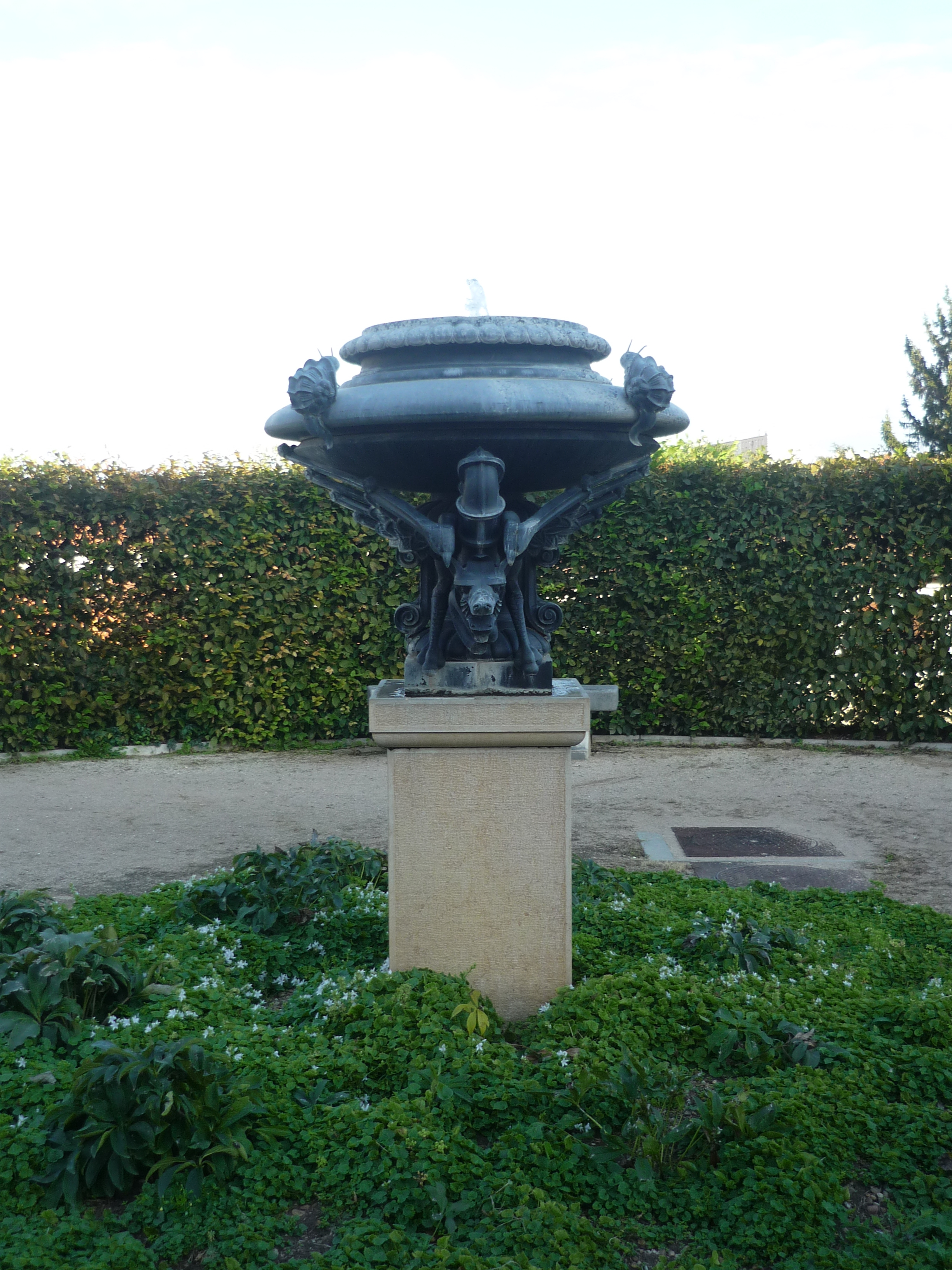
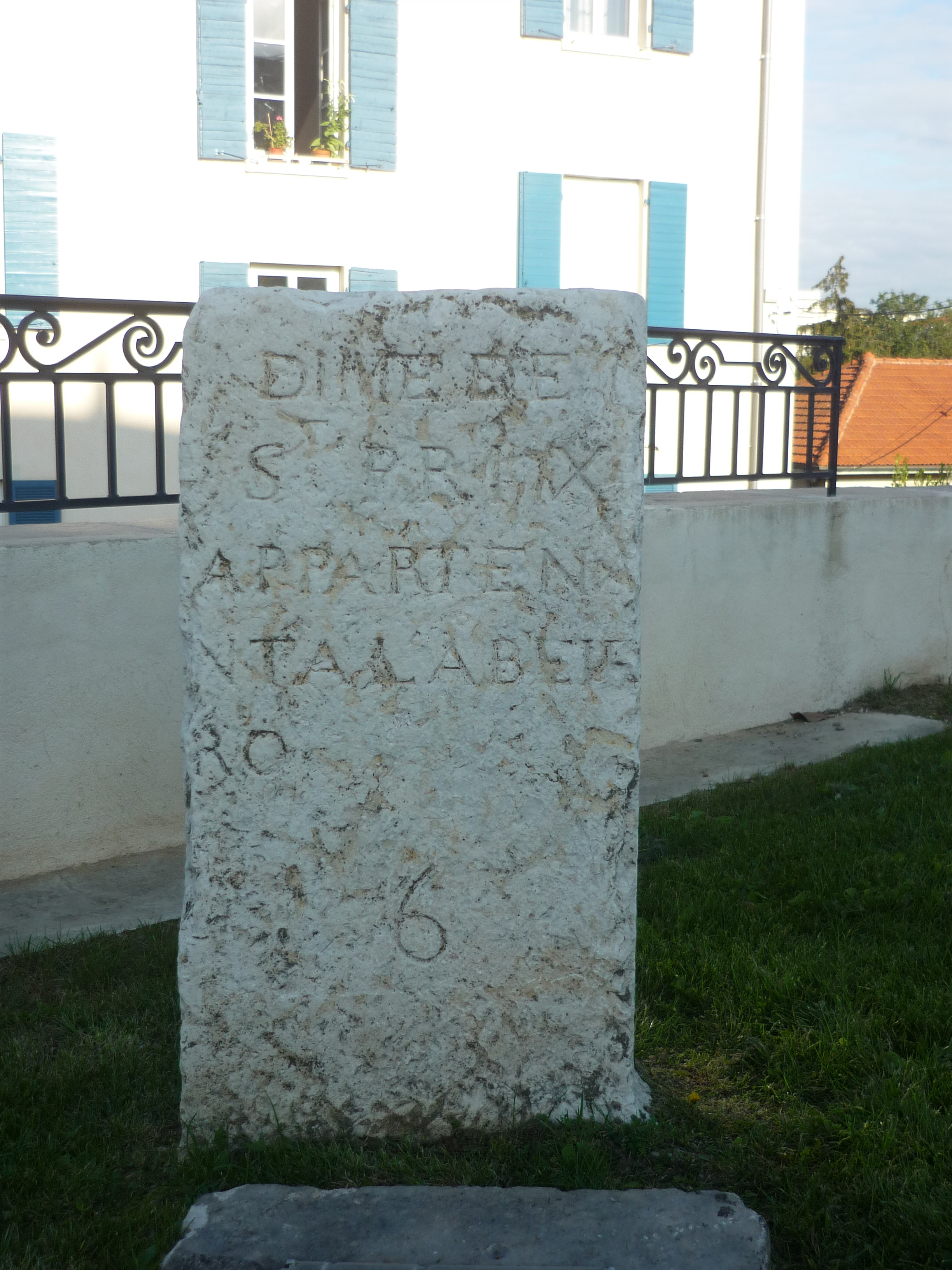

## Description
Au début du XIVe siècle, une première maison forte est édifiée. Vers 1438, une tour de 8,31 mètres de côté est construite à l’angle nord-est ; en 1450, apparaît l’aile nord, dans laquelle un escalier monumental sera édifié au XVIIe siècle ; au XVIIIe siècle, les deux façades du logis principal sont reconstruites ; entre 1995 et 1998, une grande rénovation a lieu sous l’impulsion du maire Bruno Polga, avec notamment la démolition et la reconstruction des murs intérieurs.
Le château actuel comprend un logis principal orienté est-ouest et deux corps de logis, l’un au nord, l’autre au sud, l’ensemble occupant trois côtés d’un quadrilatère, le quatrième côté étant fermé par une construction moderne (deux tours rondes et une grande structure en verre et métal). Une tour carrée fait saillie dans l’angle sud ouest et une échauguette datant du début du XXe siècle couronne l’angle nord-ouest.
La façade occidentale s’étage sur quatre niveaux ; un avant-corps ouvragé occupe la travée centrale ; les trois premiers niveaux se composent de cinq travées au total ; le niveau supérieur est percé de six petites fenêtres et orné d’une arcade reposant sur des colonnettes. La façade nord, en briques, est percée de deux fenêtres et de six petites ouvertures. La façade sud comporte six fenêtres et cinq petites ouvertures. À l’ouest, une terrasse et un escalier monumental à double volée donnent accès aux jardins.
Le château de Saint-Priest regroupe :
- 760 m2 de salons modulables sur deux niveaux ;
- 215 m2 de verrière ;
- des espaces extérieurs aménagés ;
- 6 salons pouvant accueillir entre 20 et 500 personnes.

Le jardin à la française, aménagé à partir du XVIIe siècle s’étend sur 2,5 hectares. Une allée bordée d’ifs et de massifs de fleurs est tracée d’est en ouest, de part et d’autre de grands parterres.

## Accès
Depuis les transports en commun, le château de Saint-Priest est accessible par :
- tramway, ligne T2 : direction St Priest "Bel Air", arrêt Jules Ferry à 300 mètres du site ;
- bus, C25 : depuis la Gare de La Part Dieu Vivier Merle, arrêt Jules Ferry à 300 mètres du site.